# Golfo do Yana

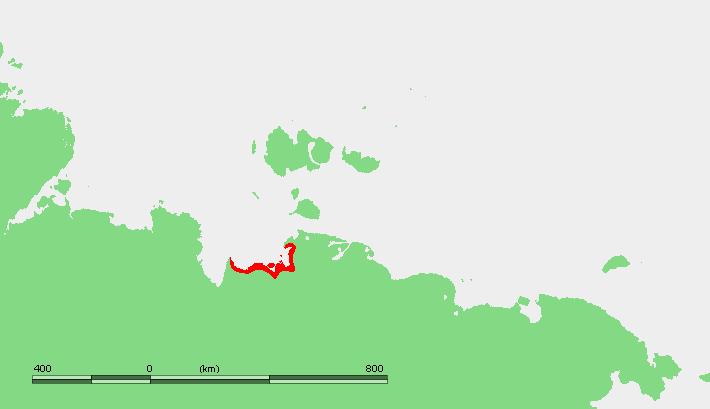
Localização da baía do Yana ou golfo do Yana, no mar de Laptev

O golfo do Yana ou baía do Yana (em russo:  Янский залив,  Yanskiy Zaliv) é uma ampla baía localizada na parte setentrional da Sibéria, a baía mais importante do mar de Laptev. Administrativamente, a baía do Yana pertence à República de Sakha (Iacútia) da Federação Russa.
Está situada entre o cabo Buor-Khaya, no lado oeste, e a baía Ebelyakh, no seu extremo oriental. O principal rio que desemboca na baía, e que lhe dá o nome, é o rio Yana (de 872 km de comprimento e que drena uma grande bacia de 280000 km²), que forma um enorme delta fluvial (10200 km²) que ocupa grande parte da costa da baía. O mar neste amplo golfo congela durante cerca de nove meses por ano e frequentemente, quando está livre, a navegação fica obstruída pela existência de grandes icebergues.
A ilha Yarok é a maior ilha da baía, sendo uma grande ilha plana situada a leste da foz principal do Yana. Outras ilhas importantes são a ilha Makar e as ilhas Shelonsky. A leste destas ilhas encontra-se uma entrada profunda que se interna para sul, conhecida como Sellyakhskaya Guba.

## História
A região do rio Yana foi o primeiro local de assentamento humano no Ártico, com vestígios de assentamentos no delta datados de há 30000 anos (12000 anos antes da altura do último período de glaciaçãoou último máximo glacial). 
Em 1892-94, o barão Eduard Toll, líder de uma expedição da Academia Imperial Russa de Ciências, acompanhado por Alexander von Bunge, fez estudos geológicos nas bacias do rio Yana, do rio Indigirka e do rio Kolyma). Durante um ano e dois dias, a expedição cobriu 25000 km, dos quais 4200 foram em rios, levando a cabo os estudos geodésicos. Devido às dificuldades da expedição e ao grande trabalho, a Academia Russa de Ciências outorgou a Eduard Toll a Grande Medalha de Prata de N.M. Prozhevalsky.